# Cooper T60
La Cooper T60 è una monoposto di Formula 1 realizzata dalla scuderia britannica Cooper per partecipare al Campionato mondiale di Formula 1 1962. Guidata da Bruce McLaren, vinse il Gran Premio di Monaco 1962. La vettura fu impiegata da varie scuderie private fino al 1965.